# Thamyris
Thamyris var i grekisk mytologi en sångare från Trakien och son till musan Erato. Thamyris var så stolt över sin sångförmåga att han skröt om att han kunde sjunga bättre än muserna. Han tävlade mot dem, och förlorade. Som straff för hans övermod gjorde muserna honom stum, döv och blind.